# 64-та паралель північної широти
64-та паралель північної широти — лінія широти, що лежить на 64 градуси північніше земної екваторіальної площини. Вона проходить через Атлантичний океан, Європу, Азію та Північну Америку.
На цій широті під час літнього сонцестояння сонце видно 21 годину 1 хвилину, а під час зимового сонцестояння — 4 години 12 хвилин.

## Список географічних об'єктів, що перетинає 64° пн. ш.
Починаючи з Гринвіцького меридіану та рухаючись на схід, 64-та паралель північної широти проходить через:
| Координати                                                   | Країна, територія або море | Примітки                                                                   |
| ------------------------------------------------------------ | -------------------------- | -------------------------------------------------------------------------- |
| 64°0′ пн. ш. 0°0′ сх. д. / 64.000° пн. ш. 0.000° сх. д.      | Атлантичний океан          | Норвезьке море                                                             |
| 64°0′ пн. ш. 9°5′ сх. д. / 64.000° пн. ш. 9.083° сх. д.      | Норвегія                   | Тренделаг — проходить через острови Фроан[en]                              |
| 64°0′ пн. ш. 9°11′ сх. д. / 64.000° пн. ш. 9.183° сх. д.     | Норвезьке море             | Проходить через Фрогавет[fr]                                               |
| 64°0′ пн. ш. 9°49′ сх. д. / 64.000° пн. ш. 9.817° сх. д.     | Норвегія                   | Тренделаг — проходить через острів Лінесьоя[en]                            |
| 64°0′ пн. ш. 9°55′ сх. д. / 64.000° пн. ш. 9.917° сх. д.     | Норвезьке море             | Лінесфьорден[da]                                                           |
| 64°0′ пн. ш. 10°1′ сх. д. / 64.000° пн. ш. 10.017° сх. д.    | Норвегія                   | Тренделаг                                                                  |
| 64°0′ пн. ш. 11°11′ сх. д. / 64.000° пн. ш. 11.183° сх. д.   | Норвезьке море             | Тронхеймсфьорд[en] — проходить через Бейтстадфьорд[en]                     |
| 64°0′ пн. ш. 11°28′ сх. д. / 64.000° пн. ш. 11.467° сх. д.   | Норвегія                   | Тренделаг                                                                  |
| 64°0′ пн. ш. 12°45′ сх. д. / 64.000° пн. ш. 12.750° сх. д.   | Швеція                     | Проходить північніше Умео                                                  |
| 64°0′ пн. ш. 20°55′ сх. д. / 64.000° пн. ш. 20.917° сх. д.   | Балтійське море            | Ботнічна затока                                                            |
| 64°0′ пн. ш. 23°23′ сх. д. / 64.000° пн. ш. 23.383° сх. д.   | Фінляндія                  |                                                                            |
| 64°0′ пн. ш. 30°28′ сх. д. / 64.000° пн. ш. 30.467° сх. д.   | Росія                      |                                                                            |
| 64°0′ пн. ш. 36°15′ сх. д. / 64.000° пн. ш. 36.250° сх. д.   | Біле море                  | Онезька губа                                                               |
| 64°0′ пн. ш. 38°4′ сх. д. / 64.000° пн. ш. 38.067° сх. д.    | Росія                      |                                                                            |
| 64°0′ пн. ш. 178°40′ сх. д. / 64.000° пн. ш. 178.667° сх. д. | Берингове море             |                                                                            |
| 64°0′ пн. ш. 160°54′ зх. д. / 64.000° пн. ш. 160.900° зх. д. | США                        | Аляска                                                                     |
| 64°0′ пн. ш. 141°0′ зх. д. / 64.000° пн. ш. 141.000° зх. д.  | Канада                     | Юкон — проходить південніше Доусон-Сіті Північно-Західні території Нунавут |
| 64°0′ пн. ш. 88°41′ зх. д. / 64.000° пн. ш. 88.683° зх. д.   | Гудзонова затока           | Протока Рос-Велком                                                         |
| 64°0′ пн. ш. 86°34′ зх. д. / 64.000° пн. ш. 86.567° зх. д.   | Канада                     | Нунавут — проходить через острів Саутгемптон                               |
| 64°0′ пн. ш. 83°40′ зх. д. / 64.000° пн. ш. 83.667° зх. д.   | Гудзонова затока           | Затока Саут[en]                                                            |
| 64°0′ пн. ш. 83°9′ зх. д. / 64.000° пн. ш. 83.150° зх. д.    | Канада                     | Нунавут — проходить через острів Саутгемптон                               |
| 64°0′ пн. ш. 80°36′ зх. д. / 64.000° пн. ш. 80.600° зх. д.   | Протока Фокс               |                                                                            |
| 64°0′ пн. ш. 78°2′ зх. д. / 64.000° пн. ш. 78.033° зх. д.    | Канада                     | Нунавут — проходить через острів Маллі[en] та сусідні острови              |
| 64°0′ пн. ш. 77°30′ зх. д. / 64.000° пн. ш. 77.500° зх. д.   | Гудзонова протока          |                                                                            |
| 64°0′ пн. ш. 72°44′ зх. д. / 64.000° пн. ш. 72.733° зх. д.   | Канада                     | Нунавут — проходить через Баффінову Землю                                  |
| 64°0′ пн. ш. 64°40′ зх. д. / 64.000° пн. ш. 64.667° зх. д.   | Дейвісова протока          |                                                                            |
| 64°0′ пн. ш. 51°43′ зх. д. / 64.000° пн. ш. 51.717° зх. д.   | Гренландія                 | Сермерсоок — проходить південніше Нуука                                    |
| 64°0′ пн. ш. 40°38′ зх. д. / 64.000° пн. ш. 40.633° зх. д.   | Атлантичний океан          |                                                                            |
| 64°0′ пн. ш. 22°43′ зх. д. / 64.000° пн. ш. 22.717° зх. д.   | Ісландія                   | Проходить південніше Рейк'явіка                                            |
| 64°0′ пн. ш. 16°17′ зх. д. / 64.000° пн. ш. 16.283° зх. д.   | Атлантичний океан          |                                                                            |